# Prangos armena
Prangos armena är en flockblommig växtart som beskrevs av Karl Theodor Kotschy och Pierre Edmond Boissier. Prangos armena ingår i släktet Prangos och familjen flockblommiga växter. Inga underarter finns listade i Catalogue of Life.